# Czarkowo (powiat kościański)
Czarkowo – wieś w Polsce położona w województwie wielkopolskim, w powiecie kościańskim, w gminie Kościan.

## Historia
Wieś historycznie należała do Wielkopolski. Ma metrykę średniowieczną i jest notowana od początku XV wieku. Po raz pierwszy wymieniona została w łacińskojęzycznym dokumencie z 1400 pod nazwą Czarnkow, Czarnkowo, 1459 Czarkowo, 1494 Czarnkow.
Miejscowość była wsią mieszczańską należącą do miasta Kościan. W 1530 leżała w powiecie kościańskim Korony Królestwa Polskiego. W 1563 należała do parafii Kościan.
Miejscowość założona została na prawie polskim, które decyzją króla polskiego zastąpione zostało prawem magdeburskim. W 1400 król polski Władysław II Jagiełło nadał miastu Kościan prawo magddeburskie oraz przyłączył do dóbr miejskich m.in. wieś Czarkowo poddaje ją jurysdykcji wójta kościańskiego. W 1440 król polski Władysław III Warneńczyk zapisał podczaszemu poznańskiemu i staroście kościańskiemu Łukaszowi Górce 1000 grzywien na mieście Kościanie oraz m.in. na wsiach Bonikowo oraz Czarkowo.
Miejscowość odnotowana została także w dokumentach podatkowych. W 1459 na mocy specjalnego przywileju królewskiego mieszczanie kościańscy płacili wspólnie wikariuszom katedry poznańskiej kwotę w ramach dziesięciny snopowej z wsi Czarkowo oraz Nacław. W latach 1564–1565 wsie miejskie należące do Kościana Nacław oraz Czarkowo płaciły co roku czynsz dla zamku tenutariusza] kościańskiego w tym m.in. trzej kmiecie z Czarkowa płacili razem 9 florenów i 24 groszy. W 1530 odnotowano we wsi pobór podatków z 4 łanów osiadłych oraz z jednego łana sołtysa. W latach 1563, 1581 pobrano podatki z 7 łanów osiadlych oraz z 2 łanów należących do sołtysa.
W wyniku II rozbioru Rzeczypospolitej w 1793 miejscowość przeszła w posiadanie Prus i jak cała Wielkopolska znalazła się w zaborze pruskim. W okresie Wielkiego Księstwa Poznańskiego (1815-1848) miejscowość wzmiankowana jako Czarków należała do wsi większych w ówczesnym powiecie Kosten rejencji poznańskiej. Czarków należał do okręgu kościańskiego tego powiatu i stanowił siedzibę majątku Czarków, który należał wówczas do miasta Kościan. Według spisu urzędowego z 1837 roku Czarków liczył 101 mieszkańców, którzy zamieszkiwali 12 dymów (domostw).
Jesienią 1954 część wsi włączono do Kościana
W latach 1954–1959 wieś należała i była siedzibą władz gromady Czarkowo, po jej zniesieniu w gromadzie Kościan. W latach 1975–1998 miejscowość należała administracyjnie do województwa leszczyńskiego.
Jest to mała wieś, kilometrowej długości położona przy drodze powiatowej na obrzeżach Kościana.
Zobacz teżCzarkowo, Czarków